# 海鷹丸
海鷹丸（うみたかまる）は、東京海洋大学海洋科学部が保有する練習船・海洋調査船である。本項目では、2000年に就航した4代目を取り扱う。

## 概要

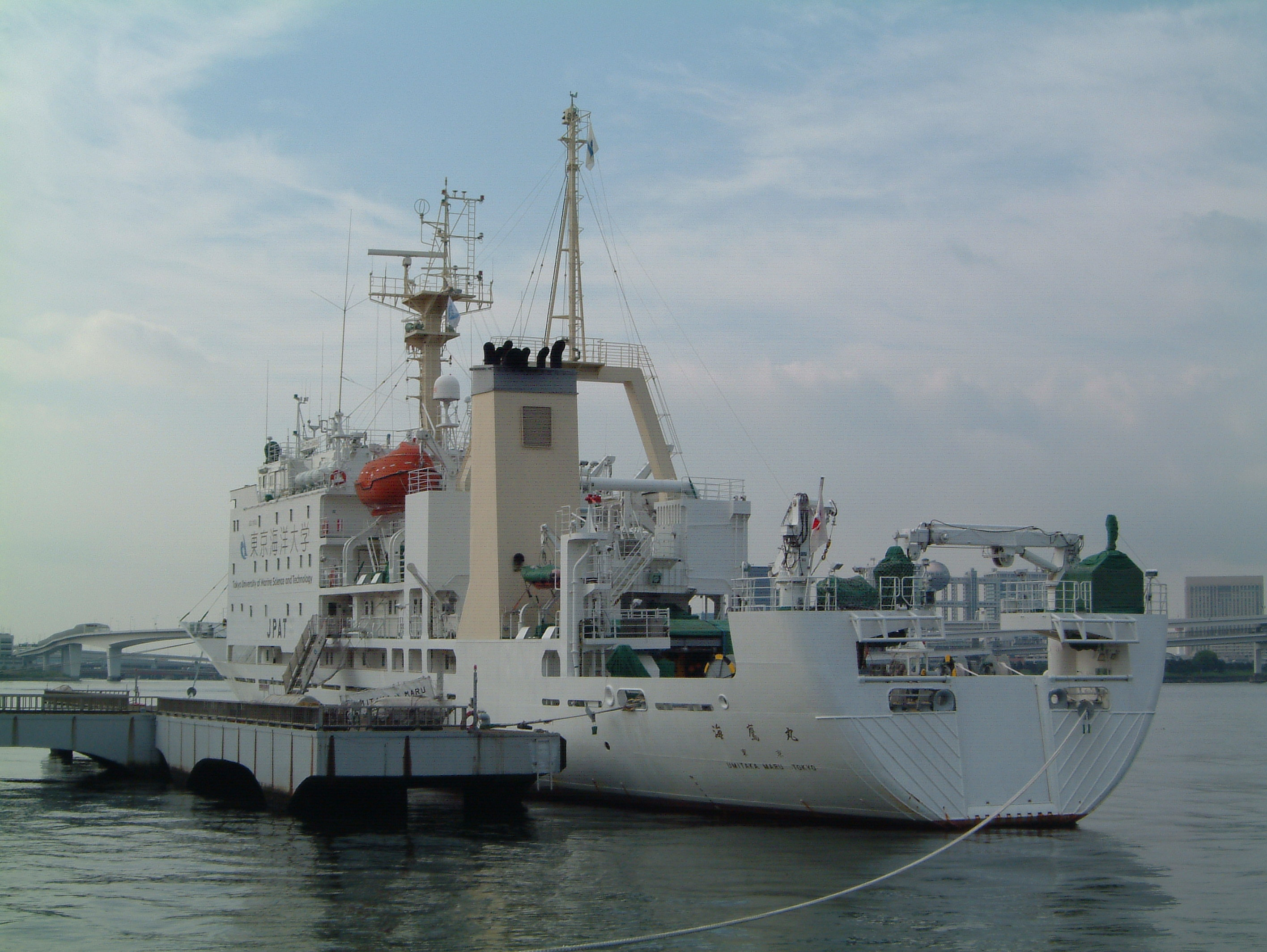
晴海ふ頭に接岸中の本船（2010年5月16日）

1973年に就航した海鷹丸 (3代)の代船として三井造船玉野事業所で建造され、2000年に竣工した。
歴代の海鷹丸では練習船として、水産学と水産業に関連する船舶の運用について、高度な知識と技術を有する学生の育成を目的として乗船実習が行われてきた。学生の乗船実習では、水産学、海洋学の総合的な研究方法および観測調査の基礎的技術の習得に重点が置かれており、本船においても航海実習、各種漁業実習、海洋観測実習の充実が求められた。また、本船の建造時期においては、地球環境問題、海洋開発、海洋生物資源などへの科学的関心の高まりから、海洋調査船として調査研究において主導的な役割を担うため、最先端の調査機器を搭載することも要求された。以上の要求から本船は「海洋環境と水産業の未来を拓く練習船」として、21世紀の水産、海洋、地球環境の各研究分野の発展を担う人材を広く育成するため、下記の目標を掲げて建造された。
- 操船機能の充実
- 居住環境の充実
- 環境にやさしい船
- 優れた漁労設備
- 最新鋭の観測・研究設備
- 21世紀に対応した教育設備

## 特徴
太平洋、インド洋、南氷洋等々で乗船実習教育及び調査研究を実施するとともに、水産専攻科学生には遠洋航海を通して高度な海技教育を行っている。
マグロ延縄装置、トロール漁装置、ＡＲＧＯブイ、他各種計測装置を有している。
南極海観測航海を行なっており、日本の南極観測隊との共同観測も行なっている。

## 歴代の海鷹丸
初代海鷹丸
1949年4月、元海軍の杵埼型給糧艦「荒埼」の移管を受け、練習船として改装。754トン。1956年に民間へ売却され、9月から11月に改装後、関西汽船で高知丸（後になにわ丸）に改名。1967年にフィリピンに売却。
2代目海鷹丸
1955年8月竣工、1,452.91トン。1956年から1957年の南極観測船宗谷による第1次南極観測には観測船として随伴しており、記録映画「日本南極地域観測隊の記録　南極大陸」にも登場する。
3代目海鷹丸
1972年6月竣工、1,828.66トン
4代目（現）海鷹丸
2000年6月竣工。